# Fary Ndao
Pour les articles homonymes, voir Ndao.
Fary Ndao, né le 20 septembre 1987 à Dakar au Sénégal, est un ingénieur et écrivain sénégalais. Il est l’un des co-auteurs de l’ouvrage collectif Politisez-vous !, a publié L’or noir du Sénégal, essai de vulgarisation sur le pétrole et le gaz au Sénégal ainsi qu'un roman intitulé Le dernier des arts.

## Formation
Fary Ndao fréquente au collège et au lycée le Cours Sainte-Marie de Hann et commence ses études supérieures à l’université Claude-Bernard-Lyon-I. Il devient, en 2014, ingénieur géologue de l’Institut des Sciences de la Terre de l’Université Cheikh-Anta-Diop de Dakar . Il est également diplômé de l’École nationale supérieure du pétrole et des moteurs (IFP-School) en Économie du Pétrole, du Gaz et de l’Énergie.

## Vie militante
Ancien membre du think tank panafricain « L'Afrique des idées », Fary Ndao a milité, entre 2012 et 2018, au sein du Parti Demain la République fondé par l’économiste sénégalais El Hadj Ibrahima Sall.

## Œuvres
- 2017 : Politisez-vous ! [3], United Press Editions
- 2018 : L'or noir du Sénégal : comprendre l’industrie pétrolière et ses enjeux au Sénégal [4]
- 2024 : Le dernier des arts, Présence Africaine Éditions[5]